# 199 (số)
199 (một trăm chín mươi chín) là một số tự nhiên ngay sau 198 và ngay trước 200.